# بانیولو پیمونته
بانیولو پیمونته (به ایتالیایی: Bagnolo Piemonte) یک کومونه در ایتالیا است که در استان کونیو واقع شده‌است.

## خصوصیات
بانیولو پیمونته ۶۲٫۹ کیلومترمربع مساحت و ۵٬۷۰۴ نفر جمعیت دارد.